# فوتوسینت
فوتوسینت (Photosynth) یا ترکیب‌کنندهٔ تصاویر لابراتوار مایکروسافت لایو یک نرم‌افزار کاربردی است از لابراتوار مایکروسافت لایو که بر پایهٔ سیستمی در دانشگاه واشینگتن نوشته شده‌است.
فوتوسینت با دریافت گروهی از تصاویر از یک مکان یا موضوع خاص، آن‌ها را برای شباهت‌هایی که دارند، بررسی می‌کند و سپس از این اطلاعات برای تخمین مکانی که عکس گرفته شده‌است و ایجاد مدلی سه‌بعدی به وسیلهٔ ابر نقطه‌ای استفاده می‌نماید. در انتها محیط را دوباره ایجاد می‌کند و از آن به عنوان بومی برای نمایش تصاویر استفاده می‌کند.